# Adrenorfin
Adrenorfin (metorfamid) je endogeni, -terminalno amidisani, opioidni oktapeptid. On nastaje proteolitičim presecanjem proenkefalina A. Adrenorfin je široko rasprostranjen u mozgu sisara.
Dobio je ime po činjenici da je originalno nađen u humanom feohromocitomnom tumoru izvedenom iz srži nadbubrežne žlezde. Naknadno je utvrđeno da je isto tako prisutan u normalnoj humanoj i goveđoj adrenalnoj meduli. Adrenorfin ima potentno opioidno dejstvo. On deluje kao balansirani agonist μ- i κ-opioidnog receptora, a nema efekta na δ-opioidne receptore. On ispoljava analgetičke i respiratorno depresantske efekte.

## Literatura
1. ↑   уреди
2. ↑  Evan E. Bolton; Yanli Wang; Paul A. Thiessen; Stephen H. Bryant (2008). „Chapter 12 PubChem: Integrated Platform of Small Molecules and Biological Activities”. Annual Reports in Computational Chemistry. 4: 217—241. doi:10.1016/S1574-1400(08)00012-1.
3. 1 2  Matsuo H, Miyata A, Mizuno K (1983). „Novel C-terminally amidated opioid peptide in human phaeochromocytoma tumour”. Nature. 305 (5936): 721—3. PMID 6633641.
4. 1 2  E, Weber; Esch FS; Böhlen P (1983). „Metorphamide: isolation, structure, and biologic activity of an amidated opioid octapeptide from bovine brain”. Proceedings of the National Academy of Sciences of the United States of America. 80 (23): 7362—6. PMC 390055 . PMID 6316361.
5. ↑  Sonders M, Barchas JD, Weber E (1984). „Regional distribution of metorphamide in rat and guinea pig brain”. Biochemical and Biophysical Research Communications. 122 (3): 892—8. PMID 6477570. doi:10.1016/0006-291X(84)91174-4.
6. ↑  Miyata A, Mizuno K, Minamino N, Matsuo H (1984). „Regional distribution of adrenorphin in rat brain: comparative study with PH-8P”. Biochemical and Biophysical Research Communications. 120 (3): 1030—6. PMID 6732783. doi:10.1016/S0006-291X(84)80210-7.
7. ↑  Miyata A, Mizuno K, Honzawa M, Tohyama M, Matsuo H (1985). „Adrenorphin immunoreactivity in rat brain”. Neuropeptides. 5 (4-6): 517—20. PMID 2860609.
8. ↑  SF, Xu; Lu WX; Zhou KR (1985). „The analgesic and respiratory depressant actions of metorphamide in mice and rabbits”. Neuropeptides. 6 (2): 121—31. PMID 4000426.